# Alpaida madeira
Alpaida madeira Levi, 1988 è un ragno appartenente alla famiglia Araneidae.

## Etimologia
Il nome della specie deriva dal fiume brasiliano nei pressi del quale sono stati rinvenuti gli esemplari: il Rio Madeira.

## Caratteristiche
L'esemplare femminile rinvenuto ha dimensioni: cefalotorace lungo 2,9mm, largo 2,5mm; il primo femore misura 3,7mm e la patella e la tibia circa 4,3mm.

## Distribuzione
La specie è stata rinvenuta nel Brasile centrale: lungo il corso del Rio Madeira, all'altezza di Porto Velho, nello stato di Rondônia.

## Tassonomia
Al 2015 non sono note sottospecie e dal 1988 non sono stati esaminati nuovi esemplari.